# 臺灣粟螺
臺灣粟螺（学名：Stenothyra formosana）为粟螺科粟螺屬下的一个种。